# معركة الكاف (1015)
معركة الكاف (1015) هي اشتباك حصل بين قوات الدولة الزيرية بقيادة هشام بن جعفر و قوات الدولة الحمادية بقيادة حماد بن بلكين. أرسل باديس بن منصور عمه إبراهيم مع هاشم بن جعفر كي يبلغ حماد بالتخلي على بعض الأراضي، لكن عندما أحس هاشم الغدر من جانب إبراهيم، إدعى أن له حاجات في باجة، و أكد أنه سيلحق بالركب، أما إبراهيم فواصل طريقه حتى التقى بأخيه و هناك خلعوا طاعة باديس، فخرج باديس ثاني أيام عيد الأضحى أي يوم 2 جوان 1015 لقيادة حملة عسكرية، و أوصى هاشم بن جعفر أن يتحصن بشقبنارية أي الكاف، و لكن حماد و أخاه إبراهيم كانا قد وصلا إفريقية، فهاجما جعفر في الكاف، و حصلت بينهما معركة، و انهزم هاشم هزيمة شنعاء و فر إلى باجة، و أُخِذَت كُل غنائمه من مال و عُدد.